# 加美郡
- 令制国一覧 > 東山道 > 陸前国 > 加美郡
- 日本 > 東北地方 > 宮城県 > 加美郡

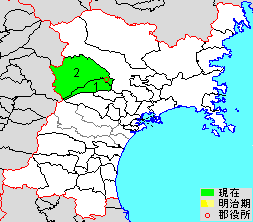
宮城県加美郡の範囲（1.色麻町 2.加美町）

加美郡（かみぐん）は、宮城県（陸奥国・陸前国）の郡。
人口26,324人、面積569.95km²、人口密度46.2人/km²。（2025年2月1日、推計人口）
以下の2町を含む。
- 色麻町（しかまちょう）
- 加美町（かみまち）

## 郡域
1878年（明治11年）に行政区画として発足して以来、郡域は上記2町のまま変更されていない。

## 歴史
奈良時代の『続日本紀』には賀美郡と記される。その後色麻郡を併せ、江戸時代に賀美郡から加美郡に改名した。

### 近世以降の沿革
幕末時点では陸奥国に所属し、全域が仙台藩領であった。「旧高旧領取調帳」に記載されている明治初年時点に存在した村は以下の通り。（1郷37村）
中新田村、下新田村、四竈村、小野田本郷、上狼塚村、下狼塚村、上多田川村、下多田川村、黒沢村、米泉村、羽場村、城生村、雑式目村、孫沢村、木舟村、平柳村、沼ヶ袋村、菜切谷村、小泉村、鳥島村、君ヶ袋村、鳥屋ヶ崎村、王城寺村、北川内村、四日市場村、小栗山村、吉田村、柳沢村、大村、谷地森村、一関村、高根村、宮崎村、高城村、平沢村、清水村、志津村、月崎村
- 明治元年
  - 9月24日（1868年11月8日） - 仙台藩主伊達慶邦が薩長軍に降伏。全領土62万石を没収される。
  - 12月7日（1869年1月19日） - 陸奥国が分割され、本郡は陸前国の所属となる。
  - 12月12日（1869年1月24日） - 伊達亀三郎（慶邦の子）に旧領のうち28万石が与えられ仙台藩が復活。全域が仙台藩の管轄となる。
- 明治4年
  - 7月14日（1871年8月19日） - 廃藩置県により仙台県（第1次）の管轄となる。
  - 11月2日（1871年12月13日） - 第1次府県統合により、一関県の管轄となる。
  - 12月13日（1872年1月22日） - 一関県が水沢県に改称。
- 明治5年
  - 1月8日（1872年2月16日） - 宮城県の管轄となる。
  - 10月10日（1872年11月10日） - 大区小区制の施行により宮城県第5大区となる。

| 宮城県第5大区（全12小区。加美郡のみ） | 宮城県第5大区（全12小区。加美郡のみ）                                          |
| 小区                                  | 所属村                                                                         |
| ------------------------------------- | ------------------------------------------------------------------------------ |
| 小1区                                 | 四竈村、一関村、大村                                                           |
| 小2区                                 | 王城寺村、黒沢村、志津村                                                       |
| 小3区                                 | 月崎村、清水村、小栗山村、高城村、高根村、平沢村、吉田村                       |
| 小4区                                 | 中新田村                                                                       |
| 小5区                                 | 四日市場村、下新田村                                                           |
| 小6区                                 | 上狼塚村、下狼塚村、雑式目村、平柳村、城生村、菜切谷村                         |
| 小7区                                 | 小泉村、木舟村、米泉村、君ヶ袋村、沼ヶ袋村、羽場村、小野田本郷の一部〔下野目〕 |
| 小8区                                 | 小野田本郷の一部〔本郷・味ヶ袋・芋沢・鹿原・原町〕                             |
| 小9区                                 | 小野田本郷の一部〔上野目・漆沢・門沢・軽井沢・小瀬・長清水・原・水芋〕         |
| 小10区                                | 宮崎村                                                                         |
| 小11区                                | 谷地森村、孫沢村、鳥屋崎村、鳥嶋村、柳沢村、北川内村                           |
| 小12区                                | 上多田川村、下多田川村                                                         |

- 明治7年（1874年）4月 - 区の再編により、黒川郡と共に宮城県第3大区となる。

| 宮城県第3大区（全14小区。黒川郡・加美郡8～14） | 宮城県第3大区（全14小区。黒川郡・加美郡8～14）                                               |
| 小区                                           | 所属村                                                                                       |
| ---------------------------------------------- | -------------------------------------------------------------------------------------------- |
| 小8区                                          | 四竈村、一関村、王城寺村、志津村、大村                                                       |
| 小9区                                          | 月崎村、清水村、黒沢村、小栗山村、高城村、高根村、平沢村、吉田村、小野田本郷の一部〔下野目〕 |
| 小10区                                         | 中新田村、城生村、菜切谷村、羽場村、上狼塚村                                                 |
| 小11区                                         | 雑式目村、平柳村、四日市場村、下新田村、下狼塚村                                             |
| 小12区                                         | 小泉村、木舟村、米泉村、鳥屋崎村、鳥嶋村、孫沢村、君ヶ袋村、沼ヶ袋村、上多田川村、下多田川村 |
| 小13区                                         | 小野田本郷の一部〔下野目を除く部分〕                                                         |
| 小14区                                         | 宮崎村、柳沢村、北川内村、谷地森村                                                           |

- 明治9年（1876年）11月 - 区の再編により、志田郡・遠田郡・玉造郡と共に宮城県第2大区となる。

| 宮城県第3大区（全13小区。志田郡・遠田郡・玉造郡・加美郡12～13） | 宮城県第3大区（全13小区。志田郡・遠田郡・玉造郡・加美郡12～13） |
| 小区                                                            | 所属村 |
| --------------------------------------------------------------- | --- |
| 小12区                                                          | 小野田本郷・小泉村・木舟村・米泉村・鳥屋崎村・鳥嶋村・孫沢村・谷地森村・君ヶ袋村・沼ヶ袋村・月崎村・宮崎村・柳沢村・北川内村・清水村・小栗山村・平沢村                                         |
| 小13区                                                          | 中新田村・上狼塚村・下狼塚村・上多田川村・下多田川村・城生村・菜切谷村・羽場村・雑式目村・平柳村・四日市場村・下新田村・四竈村・一関村・王城寺村・黒沢村・志津村・大村・高城村・高根村・吉田村 |

- 明治11年（1878年）10月21日 - 郡区町村編制法の宮城県での施行により、行政区画としての加美郡が発足。「黒川加美郡役所」が黒川郡今村に設置され、同郡とともに管轄。同日大区小区制廃止。
- 明治14年（1881年）2月5日 - 小野田本郷を東小野田村・西小野田村に分割。（39村）[1]。

### 町村制以降の沿革

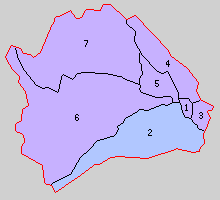
1.中新田町 2.色麻村 3.鳴瀬村 4.広原村 5.加美石村 6.小野田村 7.宮崎村（紫：加美町 青：合併なし）

- 明治22年（1889年）4月1日 - 町村制の施行により、以下の町村が発足[2]。特記以外は全域が現・加美町。（1町6村）

  - 中新田町（中新田村が単独町制）
  - 色麻村 ← 四竈村、大村、一関村、王城寺村、黒沢村、高城村、吉田村、志津村、清水村、高根村、平沢村、小栗山村（現・色麻町）
  - 鳴瀬村 ← 四日市場村、下新田村、平柳村、雑式目村、下狼塚村
  - 広原村 ← 上狼塚村、菜切谷村、上多田川村、下多田川村、城生村、羽場村
  - 賀美石村 ← 谷地森村、米泉村、孫沢村、鳥屋ヶ崎村、鳥島村、木舟村、小泉村、君ヶ袋村、沼ヶ袋村
  - 小野田村 ← 東小野田村、西小野田村、月崎村
  - 宮崎村 ← 宮崎村、柳沢村、北川内村
- 明治27年（1894年）4月1日 - 郡制が施行。郡役所が中新田町に設置。
- 大正12年（1923年）4月1日 - 郡会が廃止。郡役所は存続。
- 大正15年（1926年）7月1日 - 郡役所が廃止。以降は地域区分名称となる。
- 昭和18年（1943年）2月11日 - 小野田村が町制施行して小野田町となる。（2町5村）
- 昭和29年（1954年）
  - 7月1日 - 宮崎村・賀美石村が合併して宮崎町が発足。（3町3村）
  - 8月1日 - 中新田町・鳴瀬村・広原村が合併し、改めて中新田町が発足。（3町1村）
- 昭和53年（1978年）4月1日 - 色麻村が町制施行して色麻町となる。（4町）
- 平成15年（2003年）4月1日 - 小野田町・中新田町・宮崎町が合併して加美町が発足。（2町）

### 変遷表
| 明治22年以前 | 明治22年以前        | 明治22年4月1日 町村制施行 | 明治22年 - 昭和64年           | 平成元年 - 現在       | 現在   |
| ------------ | ------------------- | ------------------------- | ----------------------------- | --------------------- | ------ |
| 中新田村     | 中新田村            | 中新田町                  | 昭和29年8月1日 中新田町       | 平成15年4月1日 加美町 | 加美町 |
| 四日市場村   | 四日市場村          | 鳴瀬村                    | 昭和29年8月1日 中新田町       | 平成15年4月1日 加美町 | 加美町 |
| 雑式目村     |                     | 鳴瀬村                    | 昭和29年8月1日 中新田町       | 平成15年4月1日 加美町 | 加美町 |
| 平柳村       |                     | 鳴瀬村                    | 昭和29年8月1日 中新田町       | 平成15年4月1日 加美町 | 加美町 |
| 下新田村     |                     | 鳴瀬村                    | 昭和29年8月1日 中新田町       | 平成15年4月1日 加美町 | 加美町 |
| 下狼塚村     |                     | 鳴瀬村                    | 昭和29年8月1日 中新田町       | 平成15年4月1日 加美町 | 加美町 |
| 菜切谷村     | 菜切谷村            | 広原村                    | 昭和29年8月1日 中新田町       | 平成15年4月1日 加美町 | 加美町 |
| 城生村       |                     | 広原村                    | 昭和29年8月1日 中新田町       | 平成15年4月1日 加美町 | 加美町 |
| 羽場村       |                     | 広原村                    | 昭和29年8月1日 中新田町       | 平成15年4月1日 加美町 | 加美町 |
| 上多田川村   |                     | 広原村                    | 昭和29年8月1日 中新田町       | 平成15年4月1日 加美町 | 加美町 |
| 下多田川村   |                     | 広原村                    | 昭和29年8月1日 中新田町       | 平成15年4月1日 加美町 | 加美町 |
| 上狼塚村     |                     | 広原村                    | 昭和29年8月1日 中新田町       | 平成15年4月1日 加美町 | 加美町 |
| 小野田本郷   | 明治13年 東小野田村 | 小野田村                  | 昭和18年2月11日 町制 小野田町 | 平成15年4月1日 加美町 | 加美町 |
| 小野田本郷   | 明治13年 西小野田村 | 小野田村                  | 昭和18年2月11日 町制 小野田町 | 平成15年4月1日 加美町 | 加美町 |
| 月崎村       |                     | 小野田村                  | 昭和18年2月11日 町制 小野田町 | 平成15年4月1日 加美町 | 加美町 |
| 宮崎村       | 宮崎村              | 宮崎村                    | 昭和29年7月1日 宮崎町         | 平成15年4月1日 加美町 | 加美町 |
| 柳沢村       |                     | 宮崎村                    | 昭和29年7月1日 宮崎町         | 平成15年4月1日 加美町 | 加美町 |
| 北川内村     |                     | 宮崎村                    | 昭和29年7月1日 宮崎町         | 平成15年4月1日 加美町 | 加美町 |
| 谷地森村     | 谷地森村            | 賀美石村                  | 昭和29年7月1日 宮崎町         | 平成15年4月1日 加美町 | 加美町 |
| 米泉村       |                     | 賀美石村                  | 昭和29年7月1日 宮崎町         | 平成15年4月1日 加美町 | 加美町 |
| 君ヶ袋村     |                     | 賀美石村                  | 昭和29年7月1日 宮崎町         | 平成15年4月1日 加美町 | 加美町 |
| 沼ヶ袋村     |                     | 賀美石村                  | 昭和29年7月1日 宮崎町         | 平成15年4月1日 加美町 | 加美町 |
| 孫沢村       |                     | 賀美石村                  | 昭和29年7月1日 宮崎町         | 平成15年4月1日 加美町 | 加美町 |
| 鳥屋崎村     |                     | 賀美石村                  | 昭和29年7月1日 宮崎町         | 平成15年4月1日 加美町 | 加美町 |
| 鳥嶋村       |                     | 賀美石村                  | 昭和29年7月1日 宮崎町         | 平成15年4月1日 加美町 | 加美町 |
| 小泉村       |                     | 賀美石村                  | 昭和29年7月1日 宮崎町         | 平成15年4月1日 加美町 | 加美町 |
| 木舟村       |                     | 賀美石村                  | 昭和29年7月1日 宮崎町         | 平成15年4月1日 加美町 | 加美町 |
| 四竈村       | 四竈村              | 色麻村                    | 昭和53年4月1日 町制 色麻町    | 色麻町                | 色麻町 |
| 一関村       |                     | 色麻村                    | 昭和53年4月1日 町制 色麻町    | 色麻町                | 色麻町 |
| 王城寺村     |                     | 色麻村                    | 昭和53年4月1日 町制 色麻町    | 色麻町                | 色麻町 |
| 清水村       |                     | 色麻村                    | 昭和53年4月1日 町制 色麻町    | 色麻町                | 色麻町 |
| 黒沢村       |                     | 色麻村                    | 昭和53年4月1日 町制 色麻町    | 色麻町                | 色麻町 |
| 小栗山村     |                     | 色麻村                    | 昭和53年4月1日 町制 色麻町    | 色麻町                | 色麻町 |
| 志津村       |                     | 色麻村                    | 昭和53年4月1日 町制 色麻町    | 色麻町                | 色麻町 |
| 大村         |                     | 色麻村                    | 昭和53年4月1日 町制 色麻町    | 色麻町                | 色麻町 |
| 高城村       |                     | 色麻村                    | 昭和53年4月1日 町制 色麻町    | 色麻町                | 色麻町 |
| 高根村       |                     | 色麻村                    | 昭和53年4月1日 町制 色麻町    | 色麻町                | 色麻町 |
| 平沢村       |                     | 色麻村                    | 昭和53年4月1日 町制 色麻町    | 色麻町                | 色麻町 |
| 吉田村       |                     | 色麻村                    | 昭和53年4月1日 町制 色麻町    | 色麻町                | 色麻町 |

## 行政
明治23年（1890年）5月17日に郡制が公布された際に、宮城県庁内には黒川郡と加美郡を合併して新たに「美川郡」を設置しようとする動きがあった。これを知った色麻村長・佐藤簡らは同年11月12日、内務大臣西郷従道に宛てて「郡治独立請願書」を提出し、翌明治24年（1891年）1月23日には佐藤が上京して貴族院議長伊藤博文・衆議院議長中島信行の両名にも同趣旨の請願を行った。その結果、加美郡は明治27年（1894年）4月1日の宮城県における郡制実施の際に、単独の郡として存続できることになった。
黒川・加美郡長
| 代 | 氏名       | 就任年月日                 | 退任年月日                 | 備考                |
| -- | ---------- | -------------------------- | -------------------------- | ------------------- |
| 1  | 高木惟矩   | 1879年（明治12年）3月      | 1880年（明治13年）11月6日  |                     |
| 2  | 但木良次   | 1880年（明治13年）11月6日  | 1899年（明治22年）11月26日 |                     |
| 3  | 竹内寿貞   | 1889年（明治22年）11月26日 | 1891年（明治24年）7月3日   |                     |
| 4  | 大童信太夫 | 1891年（明治24年）7月3日   | 1892年（明治25年）11月4日  |                     |
| 5  | 大立目謙吾 | 1892年（明治25年）11月4日  | 1894年（明治27年）3月31日  | 廃官 加美郡長へ転任 |

加美郡長
| 代 | 氏名       | 就任年月日                 | 退任年月日                 | 備考                   |
| -- | ---------- | -------------------------- | -------------------------- | ---------------------- |
| 1  | 大立目謙吾 | 明治27年（1894年）4月1日   | 明治33年（1900年）7月11日  | 黒川・加美郡長より転任 |
| 2  | 荒篤二郎   | 明治33年（1900年）7月11日  | 明治33年（1900年）8月3日   |                        |
| 3  | 白極誠一   | 明治33年（1900年）8月3日   | 明治34年（1901年）4月20日  |                        |
| 4  | 伊地知靖臣 | 明治34年（1901年）4月20日  | 明治37年（1904年）12月23日 |                        |
| 5  | 近藤晋二郎 | 明治37年（1904年）12月23日 | 明治39年（1906年）2月28日  |                        |
| 6  | 大立目謙吾 | 明治39年（1906年）2月28日  | 明治43年（1910年）4月22日  | 再任                   |
| 7  | 村上伊佐治 | 明治43年（1910年）4月22日  | 大正5年（1916年）5月19日   |                        |
| 8  | 渡邊寅治   | 大正5年（1916年）5月19日   | 大正5年（1916年）7月12日   |                        |
| 9  | 井上政信   | 大正5年（1916年）7月12日   | 大正6年（1917年）10月20日  |                        |
| 10 | 福島繁三   | 大正6年（1917年）10月22日  | 大正8年（1919年）5月12日   |                        |
| 11 | 高橋義四郎 | 大正8年（1919年）6月9日    | 大正12年（1923年）1月30日  |                        |
| 12 | 糟谷哲郎   | 大正12年（1923年）1月30日  | 大正13年（1924年）10月3日  |                        |
| 13 | 小山田義祐 | 大正13年（1924年）10月3日  | 大正13年（1924年）12月9日  |                        |
| 14 | 本田鶴吉   | 大正13年（1924年）12月9日  |                            |                        |